# 漢語基督教文化研究所
漢語基督教文化研究所（英語：Institute of Sino-Christian Studies，縮寫为 ISCS）乃推動漢語基督教神學運動的學術機構，位於香港新界沙田道風山路33號。

## 緣起
漢語基督教文化所的工作基礎，乃秉承道風山創辦人挪威漢學家艾香德博士（Dr. Karl L Reichelt （页面存档备份，存于））的宏願：推動基督教中國化及與其他中國宗教的對話。經過1993及1994年的試辦期考證，工作成果卓顯效達，於1995年正式向香港政府法定註冊，定名為「漢語基督教文化研究所」，屬香港非牟利之學術研究機構。

## 目標
漢語基督教文化所的目標有二：
- 推動「漢語基督神學」建設，促進漢語基督教學術研究成為當代中國「人文思想」資源的組成部分。
- 凝聚中國及國際，教會內及教會外的專家學者，共同探討以漢語思想為載體，並具普世視野的漢語神學。

## 研究宗旨
- 推動人文學術界對基督教思想與文化的多角度研究，促進漢語基督教文化研究與當代中國人文學術的互動。
- 凝聚國內外、教內外專家學者，共同建設以漢語為載體，並具有國際對話視野的漢語神學。
- 發揚普世同契的精神，與天主教、東正教、基督新教以及其他傳統的中外學者共同展開跨宗教、跨教派的對話與合作。

## 學術出版（選例）
- 《道風：基督教文化評論》 - 半年刊。
- 《文化基督徒——現象與論爭》，漢語基督教文化研究所編，1995年。
- 《漢語神學芻議》，楊熙楠編，1995年。
- 《巴特與漢語神學》，鄧紹光、賴品超合編，2000年。
- 《翻譯與吸納——大公神學和漢語神學》，楊熙楠、雷保德編，2004年。
- 《莫爾特曼與漢語神學》，曾慶豹、曾念粵編，2004年。
- 《蒂利希與漢語神學》，陳家富編，2006年。
- 《多元性漢語神學詮釋——對「漢語神學」的詮釋和漢語的「神學詮釋」》，林子淳著，2006年。
- 《朋霍費爾與漢語神學》，曾慶豹、曾念粵編，2006年。

## 翻譯出版（選例）
- 《基督教傳統——大公傳統的形成》，帕利坎著，翁紹軍譯，陳佐人校。
- 《基督教思想史》，蒂利希著，尹大貽譯。
- 《面向奧妙》，考夫曼著，黃勇譯。
- 《諾斯替宗敎：異鄉神的信息與基督敎的開端》，約納斯著，張新樟譯，2003年。
- 《信仰的理解》，謝列貝克斯著，朱曉紅譯，2004年。
- 《耶穌基督的上帝》，卡斯培著，羅選民譯，2005年。
- 《論原罪與恩典——駁佩拉糾派》，奧古斯丁著，周偉馳譯。
- 《信仰的回答——系統神學五十題》，奧特、奧托編，李秋零譯，2006年。
- 《神學與哲學——從它們共同的歷史看它們的關係》，潘能伯格著，李秋零譯，2006年。
- 《拜占庭神學中的基督》，梅延多夫（英语：John Meyendorff）著，譚立鑄譯，2012年。
- 《神聖攀登的天梯》，約翰·克利馬科斯（英语：John Climacus）著，許列民譯，2012年。